# 人民力量中心
人民力量中心（abbrev. PUTERA ）是由一些马来左翼组织于1947年2月22日组成的政治联盟，由马来亚马来国民党领袖依萨莫哈末领导。它们反对巫统的马来人至上政策。
人民力量中心由以下组织组成：
1. 马来亚马来国民党（PKMM），由布哈努丁领导，是联盟的核心
2. 觉醒青年团（API），由阿末·博斯达曼领导
3. 觉醒妇女组（AWAS），由桑西雅·法姬亞（英语：Shamsiah Fakeh）领导
4. 行动青年党（GERAM），由阿都亚兹和沙末·伊斯迈领导
5. 泛马來亚农民阵线（BATAS），由慕沙阿末领导
6. 泛马來亞宗教最高理事会（MATA），由宗教司阿布·峇卡·巴吉尔领导
7. 70余个较小的马来组织

人民力量中心和以非马来人为主的全马联合行动理事会结盟，拒绝马来亚联合邦的计划，转而提出《人民宪章》，将人民的概念作为独立马来亚的基础。
与全马联合行动理事会提出的《人民宪章草案》相比，人民力量中心加入了下列内容：
- 马来语将成为马来亚的官方语言
- 马来亚的国防及外交事务将由马来亚及英国政府共同负责
- 马来亚人民的国籍是马来人
- 马来亚国旗的红带必须在白带之上

第一、二点很快得到全马联合行动理事会的同意，但第三点引起广泛争议，陈祯禄尤其反对这一点。最终，人民力量中心以一旦“马来亚人”取代“马来人”成为国籍的名称，它在乡村地区的支持者将倒向以巫统为首的马来右翼政党为理由，使第三点得到会议的通过。完整的《人民宪章》随即加入了上述四点内容。
1948年6月8日,在时任巫统主席翁惹化的同意下，英殖民政府取缔人民力量中心及其他政党。